# 錢德拉·謝卡爾·阿扎德
錢德拉·謝卡爾·阿扎德（Chandra Shekhar Azad，1906年7月23日—1931年2月27日），是印度革命家，也是印度斯坦共和協會、印度斯坦社會主義共和協會（ HSRA）成員，羅山·辛格，拉金德拉·納特拉希裡和Ashfaqulla Khan也是印度斯坦社會主義共和協會的成員。他被認為是巴格特·辛格導師和HSRA的首席策略。

## 文獻
- （印地語） Brahmdutt, Chandramani. Krant Ki Laptain. ISBN 81-88167-30-4
- （卡納達語） Krishnamurthy, Babu. Ajeya ("Unconquered"). Biography of Azad